# 樊祉
樊祉（1445年—？），字介福，河南衛輝府胙城縣人，民籍，明朝政治人物。

## 生平
河南鄉試第三十七名舉人。成化二十三年（1487年）中式丁未科會試第二百七十六名，三甲第一百四十八名進士。都察院理刑，弘治五年（1492年）三月实授江西道監察御史，九年巡按南直隶蘇松等府。

## 家族
曾祖樊通輔；祖父樊整；父樊亮，母陳氏。慈侍下。兄资、興。